# دهستان چراغ‌آباد
دهستان چراغ‌آباد، یکی از دهستان‌های بخش توکهور شهرستان میناب در استان هرمزگان ایران است. مرکز این دهستان، شهر هشت‌بندی است.

## جمعیت
بر پایه سرشماری عمومی نفوس و مسکن در سال ۱۳۹۵، جمعیت دهستان چراغ‌آباد برابر با ۱۵،۲۴۱ نفر بوده‌است.

## کشاورزی
یک کشاورز در دهستان چراغ‌آباد منطقه توکهور و هشتبندی با برداشت چغندر علوفه‌ای ۲۱ کیلوگرمی، رکوردی جدید در کشور ایران ثبت کرد.